# Rioccupazione sovietica della Lettonia nel 1944

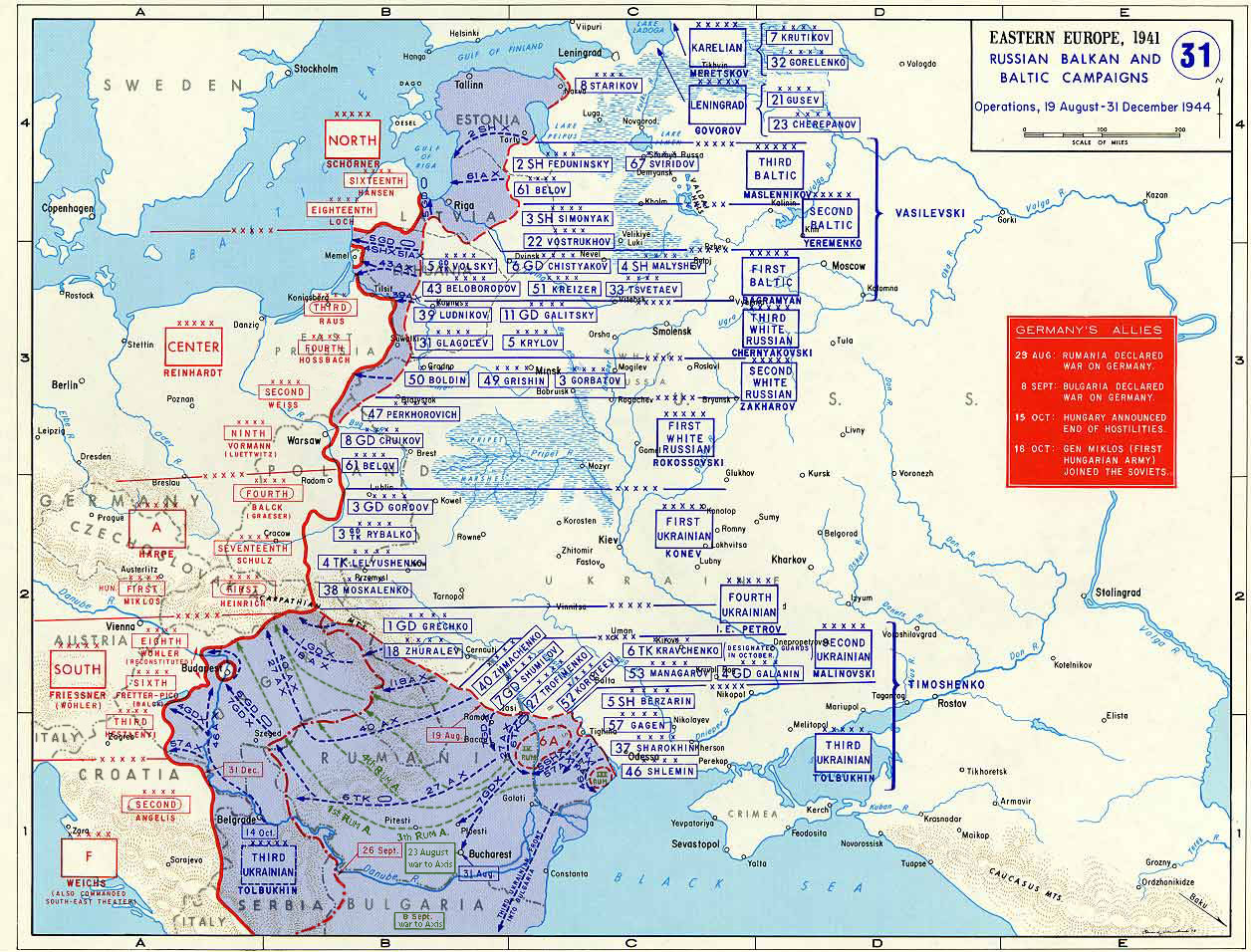
Operazioni sovietiche dal 19 agosto 1944 al 31 dicembre 1944

Con rioccupazione sovietica della Lettonia nel 1944 si fa riferimento all'occupazione militare della Lettonia da parte dell'Unione Sovietica nel 1944. Durante la seconda guerra mondiale, ebbe luogo una prima occupazione sovietica della Lettonia nel 1940 e poi un'invasione tedesca nel 1941-1944, dopo di che il Paese fu nuovamente assoggettato dall'Unione Sovietica. La RSS Lettone cessò di esistere nel 1991.

## Le battaglie del Baltico
Il Gruppo d'Armate Centro nel 1944 stava vivendo un periodo di grave difficoltà e, sulla base del piano previsto dall'Armata Rossa, rischiava di rimanere intrappolato nella regione dove stava affrontando i principali combattimenti, ossia in Curlandia. I Panzer di Hyazinth Graf Strachwitz erano stati spostati nella capitale dell'Ostland, Riga o in altre battaglie difensive in cui si riuscì a tamponare temporaneamente l'avanzata sovietica alla fine dell'aprile 1944. La Panzerverband di Strachwitz fu sciolta alla fine di luglio. All'inizio di agosto, i sovietici erano in grado di riprovare a tagliare il Gruppo d'armate Nord dal Gruppo d'Armate Centro, cosa che accadde di lì a poco. Strachwitz rimase intrappolato fuori da quella che sarebbe divenuta nota come sacca di Curlandia e i plotoni furono riorganizzati e integrati da uomini della Panzerbrigade 101 guidati da generale Meinrad von Lauchert: il risultato fu la SS-Panzerbrigade Gross. All'interno della sacca erano già finiti i panzer dello Sturmgeschütz III (appartenenti all'Hermann von Salza) e l'ultima delle Tigri di Jähde. Il 19 agosto 1944 iniziò la controffensiva pianificata dalla Wehrmacht nota come Unternehmen Doppelkopf (operazione Doppelkopf). L'attacco fu preceduto da un bombardamento eseguito dai cannoni da 203 mm dell'incrociatore Prinz Eugen, i quali distrussero quarantotto T-34 assemblati nella piazza di Tukums. Quello che restava delle guarnigioni di Strachwitz e del Nordland si incontrò il 21 e il contatto tra i gruppi dell'esercito fu ripristinato. La Panzerbrigade 101 fu allora assegnato al distaccamento dell'esercito Narwa attivo sul fronte del fiume Emajõgi, al fine di potenziare la forza tedesca. La situazione critica fu arginata, ma era ormai chiaro quanto la linea nazista fosse diventata fragile. Quando nel 1944 l'Armata Rossa riuscì finalmente a respingere l'assedio di Leningrado, i primi obiettivi di Mosca divennero la riconquista dell'area baltica, di gran parte dell'Ucraina e della Bielorussia.
Circa 200.000 truppe tedesche resistettero in Curlandia coadiuvate dalle forze lettoni che si opponevano alla rioccupazione sovietica. I russi tentarono di circondare i sopravvissuti anche dalle spalle, con attacchi operati dalle navi militari che solcavano il Mar Baltico. Nonostante le numerose offensive sferrate che comportarono ingenti perdite tra le file tedesche, i sovietici non riuscirono a prevalere definitivamente nella sacca. Il colonnello generale Heinz Guderian, capo dello stato maggiore tedesco, insistette affinché le truppe site in Curlandia si allontanassero via mare per dare supporto in Germania. Tuttavia, Hitler rifiutò e ordinò alle forze tedesche bloccate di resistere. Egli riteneva fosse necessario proteggere le basi sottomarine tedesche lungo la costa baltica il più a lungo possibile oltre alla città di Königsberg, che aveva un valore simbolico particolare nell'immaginario germanico poiché luogo d'incoronazione dei primi re prussiani.

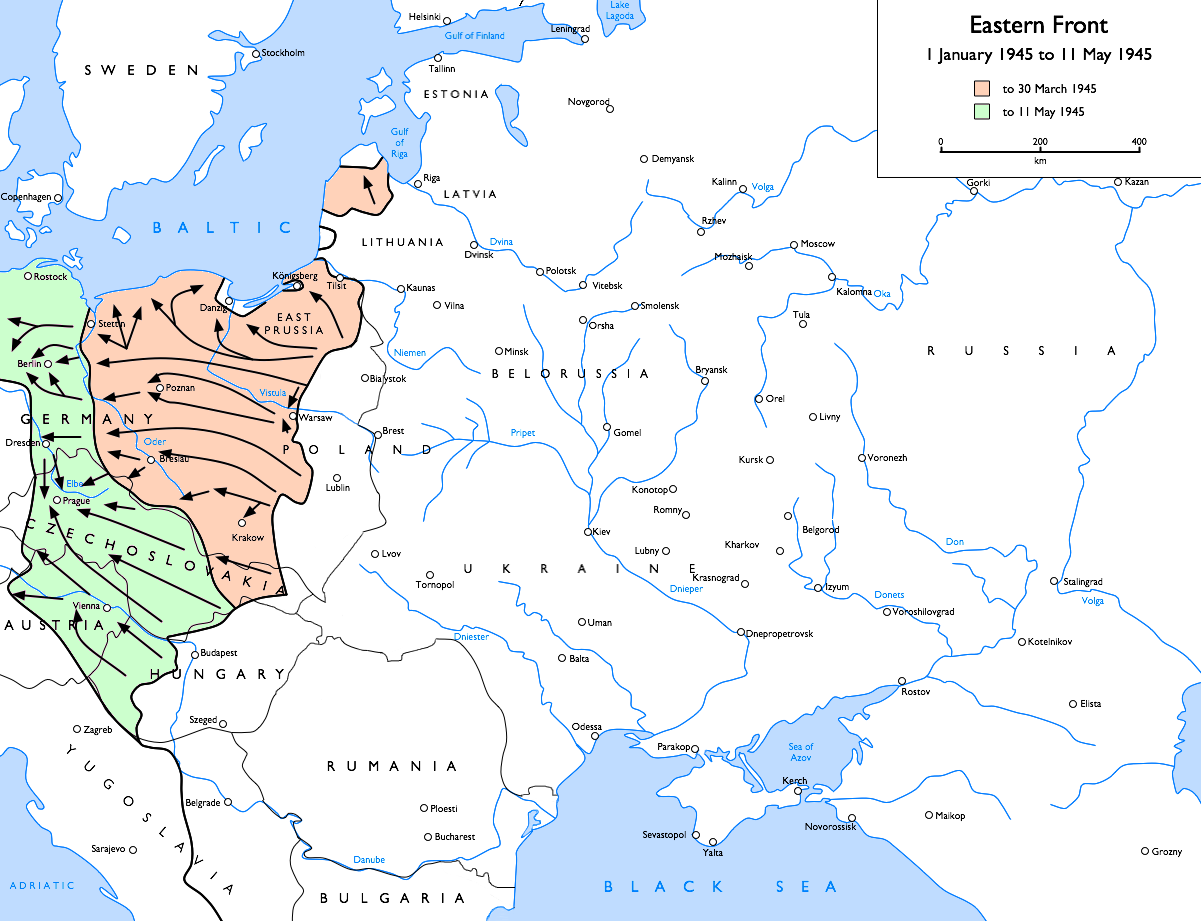
L'avanzata sovietica dal 1º gennaio 1945 al 7 maggio 1945

Il 15 gennaio 1945, il Gruppo d'armate Curlandia (in tedesco Heeresgruppe Kurland) fu allestito dal colonnello generale Dr. Lothar Rendulic. Il Gruppo d'armate Curlandia (comprese divisioni quali la Legione lettone Freiwiliger SS) difese strenuamente e con successo l'area degli attacchi fino alla fine della guerra, l'8 maggio 1945, quando il colonnello generale Carl Hilpert, ultimo comandante del gruppo dell'esercito, si arrese al maresciallo Leonid Govorov. Nel momento della resa, il gruppo era formato da 31 divisioni di varia forza: erano 14.000 i soldati lettoni. La gran parte di essi fu deportata nei campi di prigionia sovietici nel Caucaso o in Siberia. L'Unione Sovietica rioccupò la Lettonia come parte dell'offensiva baltica, un'operazione di duplice importanza sia dal punto di vista politico che militare per sconfiggere le forze tedesche e per "liberare i popoli baltici sovietici". Tale messaggio propagandistico partì dall'estate-autunno 1944 e perdurò fino alla capitolazione della Germania e delle forze lettoni nella sacca di Curlandia, avvenuta in concomitanza dell'armistizio di maggio del 1945. Dopo la seconda guerra mondiale, allo scopo di rendere più semplice l'integrazione dei paesi baltici nell'Unione Sovietica, furono concluse diverse deportazioni di massa e in contemporanea adottata una politica di incoraggiamento per i russi che intendessero trasferirsi in Lettonia. Il 12 gennaio 1949 il Consiglio dei ministri sovietico emise un decreto relativo "all'espulsione e alla deportazione" dalla Lettonia di "tutti i kulaki e le loro famiglie, le famiglie di banditi e nazionalisti" e altre categorie di persone. Si stima che oltre 200.000 baltici siano state deportati tra il 1940 e il 1953. Almeno 75.000 di essi finirono nei gulag. Il 10% dell'intera popolazione baltica adulta fu spostata coattivamente o inviata nei campi di lavoro. Molti ex soldati che sfuggirono alla cattura, si unirono ai gruppi di partigiani nazionali lettoni che ostacolarono, senza successo, la macchina sovietica con operazioni di guerriglia per diversi anni.

### Trattative sul destino europeo postbellico

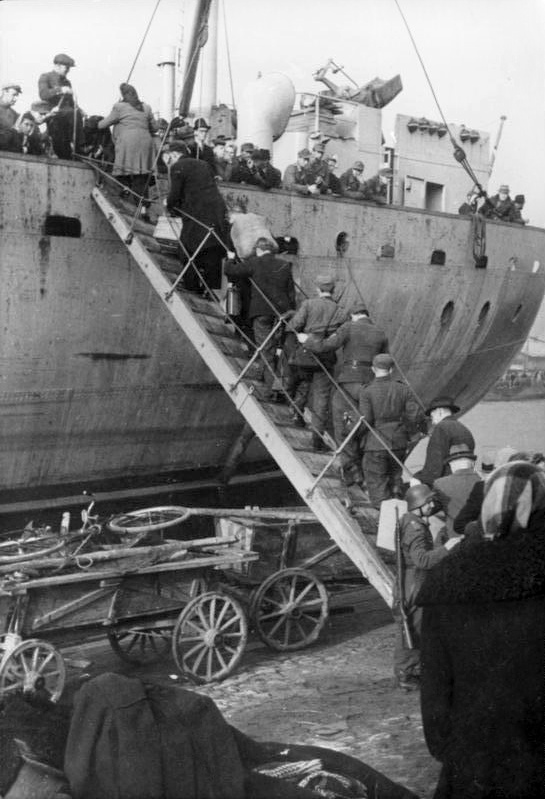
L'evacuazione da Ventspils, 19 ottobre 1944

In base all'adottato principio di diritto internazionale definito dalla dottrina Stimson, gli USA rifiutarono di riconoscere come legittima l'incorporazione forzata della Lettonia da parte dell'Unione Sovietica. Tale volontà emerse per mezzo di una dichiarazione effettuata dal sottosegretario Sumner Welles il 23 luglio 1940. Nonostante l'affermazione di Welles, i paesi baltici non subirono una sorte diversa di quella già subita ai tempi dell'Impero russo. Dopo aver visitato Mosca nell'inverno 1941-1942, il ministro degli Esteri britannico Anthony Eden aveva infatti già sostenuto che il sacrificio dei tre Stati fosse stato necessario per garantire la cooperazione sovietica nel conflitto. L'ambasciatore britannico negli Stati Uniti Edward Halifax riferì: "Il signor Eden non può incorrere nel pericolo di inimicarsi Stalin, poiché il governo britannico si è già accordato per negoziare un trattato con il leader sovietico, il quale riadotterà le frontiere sovietiche del 1940". Nel 1943 anche Franklin Roosevelt era intenzionato a lasciare i paesi baltici e l'Europa orientale in mano a Stalin. Dopo un incontro con l'arcivescovo Spellman a New York il 3 settembre, il presidente statunitense dichiarò: "Il popolo europeo dovrà semplicemente sopportare il dominio sovietico, nella speranza che tra dieci o venti anni sarà in grado di convivere con i russi". Alla conferenza di Teheran del 1º dicembre, Roosevelt "disse di aver compreso appieno che le tre repubbliche baltiche erano già state storicamente parte della Russia ed essendolo anche ora, aggiunse scherzosamente, gli eserciti sovietici che le avevano occupate non sarebbe scoppiato un conflitto con gli USA per questo". Un mese dopo, Roosevelt incaricò Ottone d'Asburgo-Lorena di comunicare ai russi che avrebbero potuto assumere il controllo della Romania, della Bulgaria, della Bucovina, della Polonia orientale, della Lituania, dell'Estonia, della Lettonia e della Finlandia. Il futuro risultò segnato quando il 9 ottobre 1944 Winston Churchill fu ricevuto da Stalin a Mosca e si procedette ad identificare un quadro postbellico dell'Europa. L'inglese racconta: "Infine ho affermato: Non potrebbe sembrare piuttosto cinico e poco ortodosso il modo in cui sembra siano stati risolti questi problemi, che toccano da vicino milioni di persone? Facciamo bruciare questa copia di giornale. - "No, non lo fare!" replicò Stalin". La Conferenza di Jalta del febbraio 1945, ritenuta in maniera pacifica a livello storiografico il momento in cui è stato definito lo scacchiere europeo dal 1945 in poi, ripercorse grosso modo le precedenti trattative private di Churchill e Roosevelt con Stalin riguardo alla non interferenza nel controllo sovietico dell'Europa orientale.

#### Trattati firmati dall'URSS tra il 1940 e il 1945
L'Unione Sovietica aderì alla Carta Atlantica del 14 agosto 1941 con una risoluzione firmata a Londra il 24 settembre 1941. Il documento affermava:
- "In primo luogo, i paesi firmatari rinunciano ad ingrandimenti territoriali;
- "In secondo luogo, non desiderano assistere a mutamenti territoriali che non siano in accordo con il principio di autodeterminazione dei popoli interessati;
- "In terzo luogo, rispettano i diritti di tutti i popoli di scegliere la forma di governo in base alla quale vivranno; e desiderano assistere al ripristino dei diritti sovrani e di autogoverno per coloro che ne siano stati privati con la forza..."[22]

Stalin riaffermò personalmente i principi della Carta atlantica il 6 novembre 1941, nonostante in una conversazione con l'inglese Anthony Eden avesse definito il principio di autodeterminazione come "algebrico" e si fosse detto più propenso all'"aritmetica concreta":
Non abbiamo pianificato e ripudiamo [la pianificazione di] campagne militari finalizzate ad imporre la nostra volontà o un nostro governo sugli slavi e su altri popoli schiavi d'Europa che attendono il nostro aiuto.

Il nostro supporto consiste nell'assistere queste persone nella loro lotta per la liberazione dalla tirannia di Hitler, e poi nel renderli abilitati a governare le proprie terre come meglio desiderano. Non ci sarà nessun interferenza negli affari interni di altre nazioni.»
Poco dopo, l'Unione Sovietica sottoscrisse la Dichiarazione delle Nazioni Unite del 1º gennaio 1942, che confermava nuovamente l'adesione alla Carta atlantica, nonostante alcune perplessità.
L'Unione Sovietica firmò altresì la Dichiarazione di Jalta sull'Europa liberata del 4-11 febbraio 1945: in essa, i tre capi di Stato concordavano sulla modificazione dello scenario politico europeo postbellico alla stregua del seguente principio della Carta Atlantica: "[vige] il diritto di tutti i popoli di scegliere la forma di governo in base alla quale vivranno, il diritto alla sovranità territoriale e il diritto di autodeterminazione per quei popoli che sono stati invasi con la forza dalle nazioni aggressive". La dichiarazione di Jalta affermava inoltre che "per fare in modo che i popoli liberati possano esercitare questi diritti, i tre governi si riuniranno (...) per facilitare, ove necessario, lo svolgimento di libere elezioni".
Infine, l'Unione Sovietica firmò lo Statuto delle Nazioni Unite del 24 ottobre 1945, che nell'articolo I, parte 2, afferma che uno degli scopi delle Nazioni Unite è "sviluppare tra le nazioni relazioni amichevoli fondate sul rispetto e sul principio dell’eguaglianza dei diritti e dell’auto-decisione dei popoli, e prendere altre misure atte a rafforzare la pace universale".

## Perdite lettoni

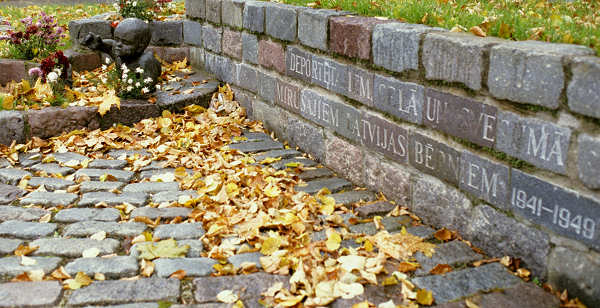
Memoriale dedicato ai bambini lettoni deportati morti in esilio tra il 1941 e il 1949

Le perdite della seconda guerra mondiale in Lettonia furono tra le più alte in Europa. Secondo ricostruzioni approssimative, a seguito della seconda guerra mondiale la popolazione della Lettonia diminuì di mezzo milione (il 25% in meno rispetto al 1939). Rispetto al 1939 la popolazione lettone era diminuita di circa 300.000 persone. La guerra causò altresì gravi perdite per l'economia: molte città storiche furono rase al suolo, l'industria era stata azzerata e le infrastrutture erano divenute precarie. Si pensi anche alle deportazioni sovietiche effettuate nel 1941, a quelle tedesche e alle vittime dell'Olocausto.